# Summer of Wilderness
Summer of Wilderness es la segunda gira de la banda finlandesa de metaleros sinfónico Nightwish
El tour duró cerca de dos meses y medio  y sólo las fechas en Finlandia,  fue el primera gira con el exbajista Sami Vänskä, un par de shows, con el cantante Tapio Wilska ha participado en las canciones "Pharao Sails to Orion" y "Devil and the Deep Dark Ocean." 
Después el grupo realizó una gira de Oceanborn, esta vez para Europa, el Oceanborn Europe Tour.

## Canciones

### Total
Angels Fall First
- "Elvenpath"
- "Beauty and the Beast"
- "Astral Romance"
- "Know Why the Nightingale Sings"

Oceanborn
- "Stargazers"
- "Gethsemane"
- "Devil and the Deep Dark Ocean"
- "Sacrament of Wilderness"
- "Passion and the Opera"
- "Moondance"
- "The Pharaoh Sails to Orion"
- "Walking in the Air"

### Setlist
Un setlist típico consistiría de:
- "Sacrament of Wilderness"
- "Elvenpath"
- "Stargazers"
- "Passion and the Opera"
- "Know Why the Nightgale Sings"
- "Devil and the Deep Dark Ocean"
- "Walking in the Air"
- "Gethsemane"
- "Astral Romance"
- "The Pharaoh Sails to Orion"
- "Beauty and the Beast"

## Lugares
| Fecha                 | Lugar                   | Ciudad     | País      |
| --------------------- | ----------------------- | ---------- | --------- |
| 21 de febrero de 1999 | Lista TV Show           | Helsinki   | Finlandia |
| 22 de febrero de 1999 | Tavastia Club           | Helsinque  | Finlandia |
| 13 de febrero de 1999 | Club Feeniks            | Turku      | Finlandia |
| 6 de marzo de 1999    | Lepakko                 | Helsinque  | Finlandia |
| 31 de marzo de 1999   | Pakkahuone              | Tampere    | Finlandia |
| 10 de abril de 1999   | Tuiskula                | Nivala     | Finlandia |
| 21 de mayo de 1999    | Vernissa                | Vantaa     | Finlandia |
| 22 de mayo de 1999    | Lappajärvi              | Halkosaari | Finlandia |
| 27 de mayo de 1999    | Brahesali               | Lieksa     | Finlandia |
| 28 de mayo de 1999    | Silva Metsämessut       | Joensuu    | Finlandia |
| 4 de junio de 1999    | Tavastia Club           | Helsinque  | Finlandia |
| 5 de junio de 1999    | Sommerstock             | Somero     | Finlandia |
| 5 de junio de 1999    | Kattoparkkirock         | Karjaa     | Finlandia |
| 11 de junio de 1999   | Eurastock               | Eura       | Finlandia |
| 12 de junio de 1999   | Kasino                  | Kauhajoki  | Finlandia |
| 19 de junio de 1999   | Provinssirock           | Seinäjoki  | Finlandia |
| 24 de junio de 1999   | Himos                   | Jämsä      | Finlandia |
| 25 de junio de 1999   | Hiekkasärkkä            | Kalajoki   | Finlandia |
| 25 de junio de 1999   | Jyrkkäkoski             | Pudasjärvi | Finlandia |
| 26 de junio de 1999   | Nummirock               | Nummijärvi | Finlandia |
| 26 de junio de 1999   | Midnight Party Planet   | Kouvola    | Finlandia |
| 3 de julio de 1999    | Kanavarantarock         | Eno        | Finlandia |
| 7 de julio de 1999    | Tammerfest              | Tampere    | Finlandia |
| 9 de julio de 1999    | Tuska Open Air Festival | Helsinque  | Finlandia |
| 9 de julho de 1999    | Noitarock               | Ruovesi    | Finlandia |
| 16 de julio de 1999   | Korpeerock              | Kiuruvesi  | Finlandia |
| 18 de julio de 1999   | Ilosaarirock            | Joensuu    | Finlandia |
| 30 de julio de 1999   | Suvisouturock           | Liperi     | Finlandia |
| 31 de julio de 1999   | Untorock                | Utajärvi   | Finlandia |
| 7 de agosto de 1999   | Suviyön Sumutus         | Ämmänsaari | Finlandia |
| 8 de agosto de 1999   | Ankkarock               | Korso      | Finlandia |
| 14 de agosto de 1999  | Kesärock                | Lohja      | Finlandia |
| 14 de agosto de 1999  | Vuohisrock              | Salo       | Finlandia |

## Miembros
- Tarja Turunen- Vocal femenino[1]
- Tuomas Holopainen- Teclado[2]
- Erno Vuorinen- Guitarra[3]
- Jukka Nevalainen - Batería[4]
- Sami Vänskä- Bajo[1]
- Tapio Wilska- Vocal masculino